# 鬼罂粟
鬼罂粟（学名：Papaver orientale），又稱鬼芥子、東方罌粟、东方虞美人，为罂粟科罂粟属下的一种多年生草本植物，原產於高加索山脈、土耳其西北部和伊朗北部地區。

## 扩展阅读
- 維基物種上的相關：鬼罂粟